# Skalára amazonská
Skalára amazonská (Pterophyllum scalare; Lichtenstein, 1823, někdy nesprávně zkráceně skalár) je sladkovodní a jedna z nejoblíbenějších akvarijních ryb z čeledi vrubozubcovitých. Také díky všeobecné oblibě akvaristů patří skalára amazonská k nejznámějším zástupcům vrubozobcovitých ryb (Cichlidae).

## Popis a výskyt

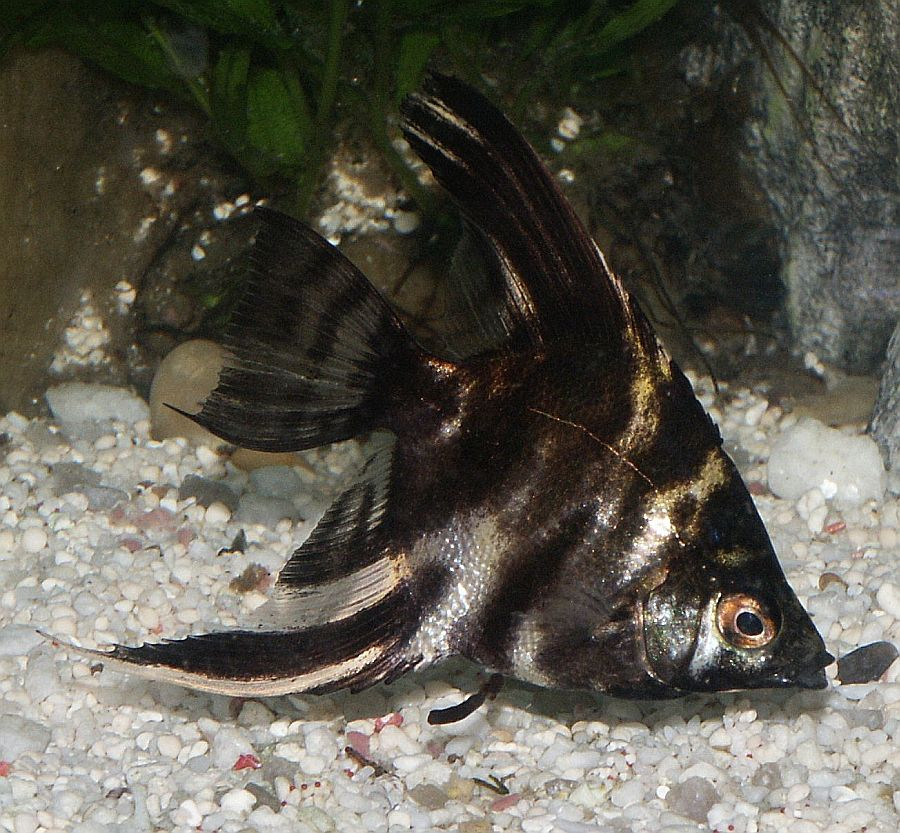
Mramorová forma

Skalára amazonská je vzhledově velice zvláštní ryba: její velikost v dospělosti dosahuje i více než 20 cm a je to plochá ryba, což jí umožňuje splynout s okolním prostředím. Jedna z původních forem je šedá až šedostříbrná s černými pruhy, dále existuje například forma "rio Nanay", která je na bocích v různé míře kropenatá, či forma "rio Manacapuru", která má zlatooranžově zbarvený hřbet, s barvou zasahující v různé míře do těla. Existují i další přírodní formy skalár amazonských lišící se od nejznámější černošedé s černými pruhy.
Během desetiletí chovu skaláry amazonské byly vyšlechtěny nejrůznější mutace, například dlouhoploutvé a závojové. Co se týče barevných mutací, dnes známe takové formy jako je například zlatá, zebra, mramorová, černá, kouřová, koi, černohlavá, stříbrná atd. Do Evropy byla skalára amazonská poprvé dovezena v roce 1911 a netrvalo dlouho, než se z ní stala jedna z nejpopulárnějších akvarijních ryb.

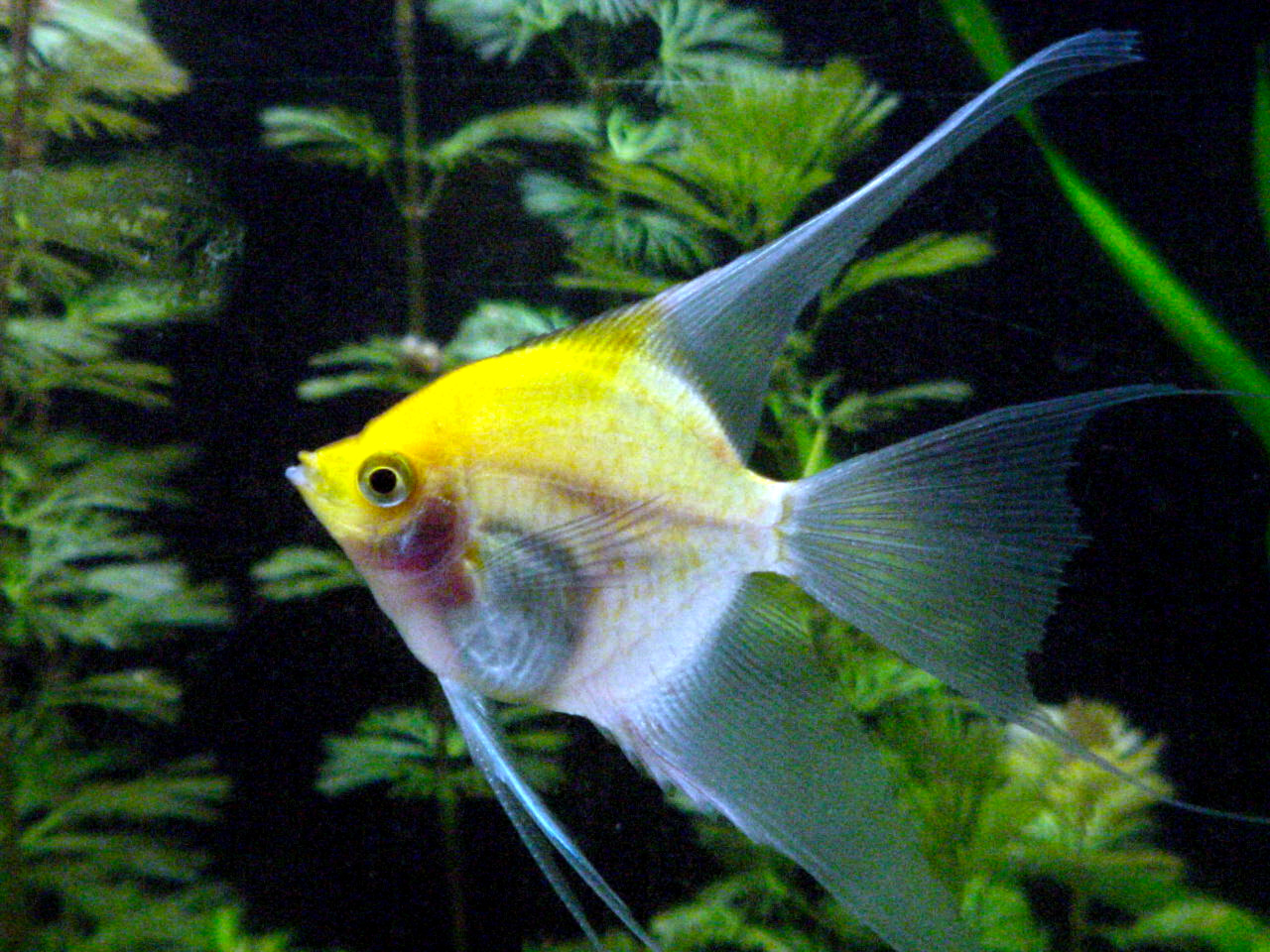
Zlatá forma

Její domovinou je Jižní Amerika, a to právě Amazonie, od které získala také svůj název amazonská. Zde vyhledává převážně zarostlé a pomalu tekoucí vody, jelikož se jedná o velice klidnou rybu. Mimo jiné je také velice společenská - ve volné přírodě žije v hejnech čítající několik desítek kusů a proto se doporučuje i v akváriu chovat minimálně 6 až 8 kusů. Její nádrž by měla mít délku alespoň 120 cm.
Těmto rybám vyhovuje teplo, na které jsou zvyklé ze své domoviny (doporučuje se teplota vody kolem 26 °C), a vyšší nádrže (minimální výška by měla být 50 cm), kde se cítí lépe kvůli svému vysokému tělu a kde také mohou předvádět své nádherné dlouhé ploutve.
Skaláry amazonské nepatří mezi agresivnější ryby s výjimkou doby rozmnožování, a proto je možné je chovat spolu s dalšími menšími (!) rybami (např. s tetrou neonkovou). V tomto případě by však měla nádrž obsahovat hustý rostlinný porost, kam by se v případě nutnosti ukryly jak jiné rybky, tak samotné skaláry.

## Pohlavní dimorfismus
Otázka, jak rozlišit pohlaví u těchto ryb, je jedna z nejčastěji kladených k tomuto druhu. Je to možné jen v době tření, kdy mají samci močopohlavní bradavky špičaté, zatímco samice tlusté a válcovité. K odchovu je nejlépe vybrat přirozeně vytvořený pár v rámci větší skupiny. Samice se vytírají především na svislé plochy jako jsou dlouhé listy, kořeny, vybavení akvária, ale někdy i na stěny akvária. Během tření může samice snést něco kolem 300 jiker. V době rozmnožování začnou být samci agresivnější, začnou si hlídat své teritorium a může se stát, že zaútočí i na jiné druhy menších ryb. Proto není na škodu v tomto období menší rybky přendat do jiné nádrže. Po nakladení jiker se o ně starají oba dva rodiče. Provádí ovívání jiker, aby jim zajistili přísun čerstvé vody a vybírají neoplodněné a plesnivé jikry. Tato činnost často chovateli připadá jako požírání jiker, ale není tomu tak. Plůdek se vykulí zhruba za dva až tři dny po nakladení jiker a rozplave se zhruba do pěti až sedmi dnů po vykulení. Mladé rybky nabývají podoby svých rodičů asi po 3-4 týdnech.

## Chov
Co se týče vybavení akvária, mělo by obsahovat častý rostlinný porost, či jiné úkryty (např. umělé jeskyňky, kořeny). Na tvrdosti vody příliš nezáleží, ale doporučuje se tak 5 - 15° dGH. Doporučené pH je 6 - 8. Co se týče krmení skalárů amazonských, tak by měl být jídelníček pestrý; střídávejte jak živou, tak mrazenou potravu, přijímají i krmiva umělá a sušená. Mláďatům by se zprvu měla dostávat živočišná potrava, například nauplie žábronožky solné či buchanky později například krájené nítěnky. Skaláři amazonští jsou velice náchylní na leknutí, které může dospět dokonce i k úhynu.
Při dobré péči se mohou skaláři v zajetí dožít až 10 let.

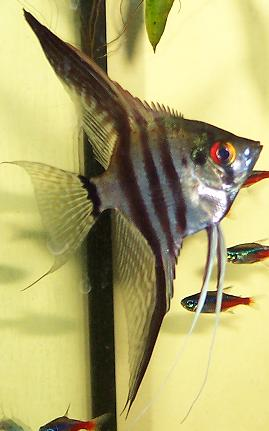
Klasická (šedá) forma
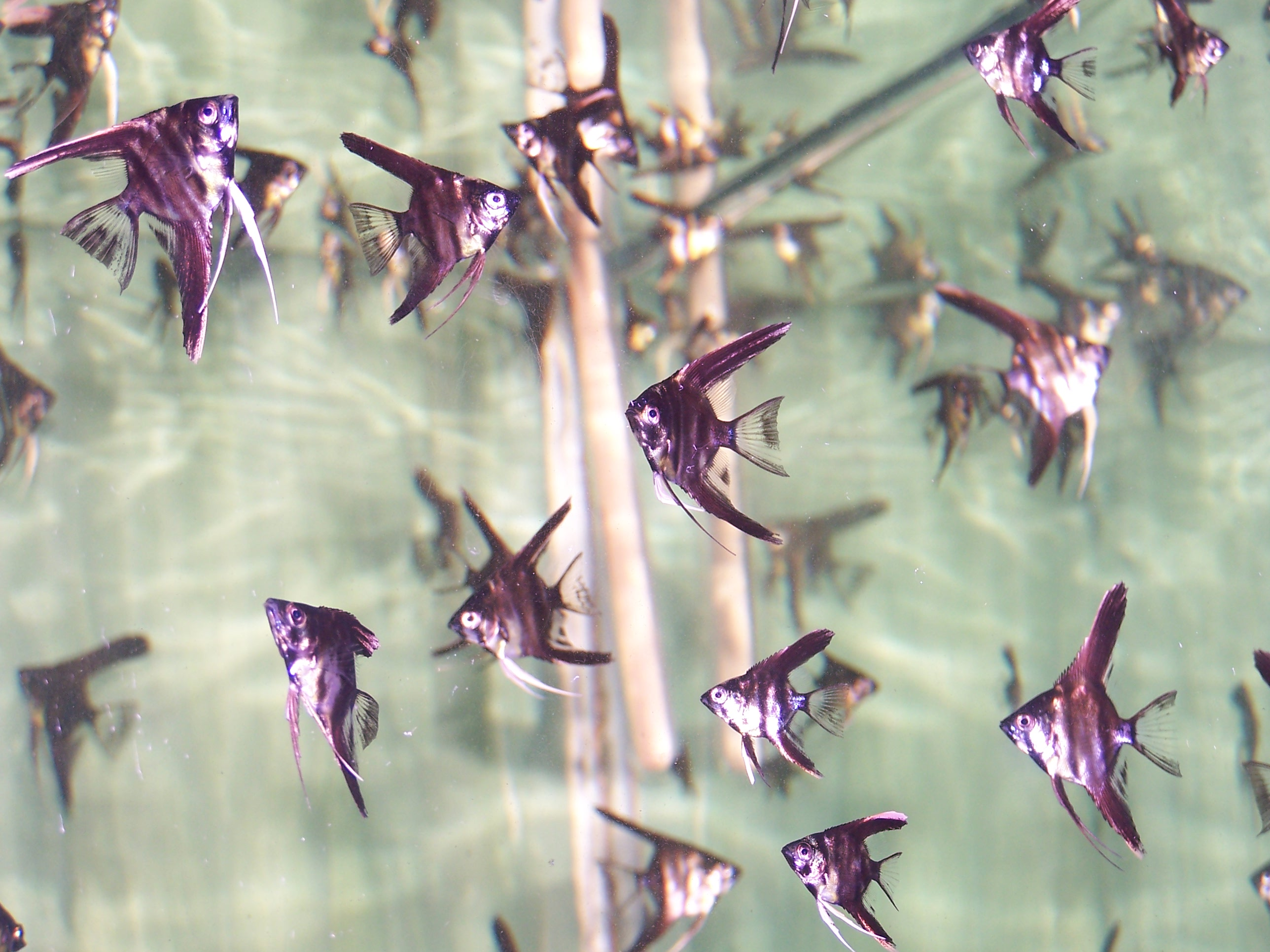
Hejno skalár (mramorová forma)
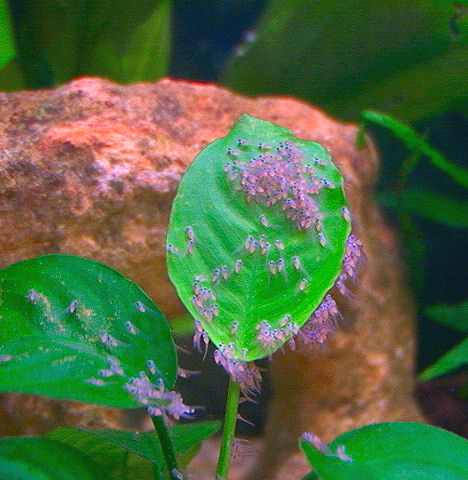
Mladé plůdky
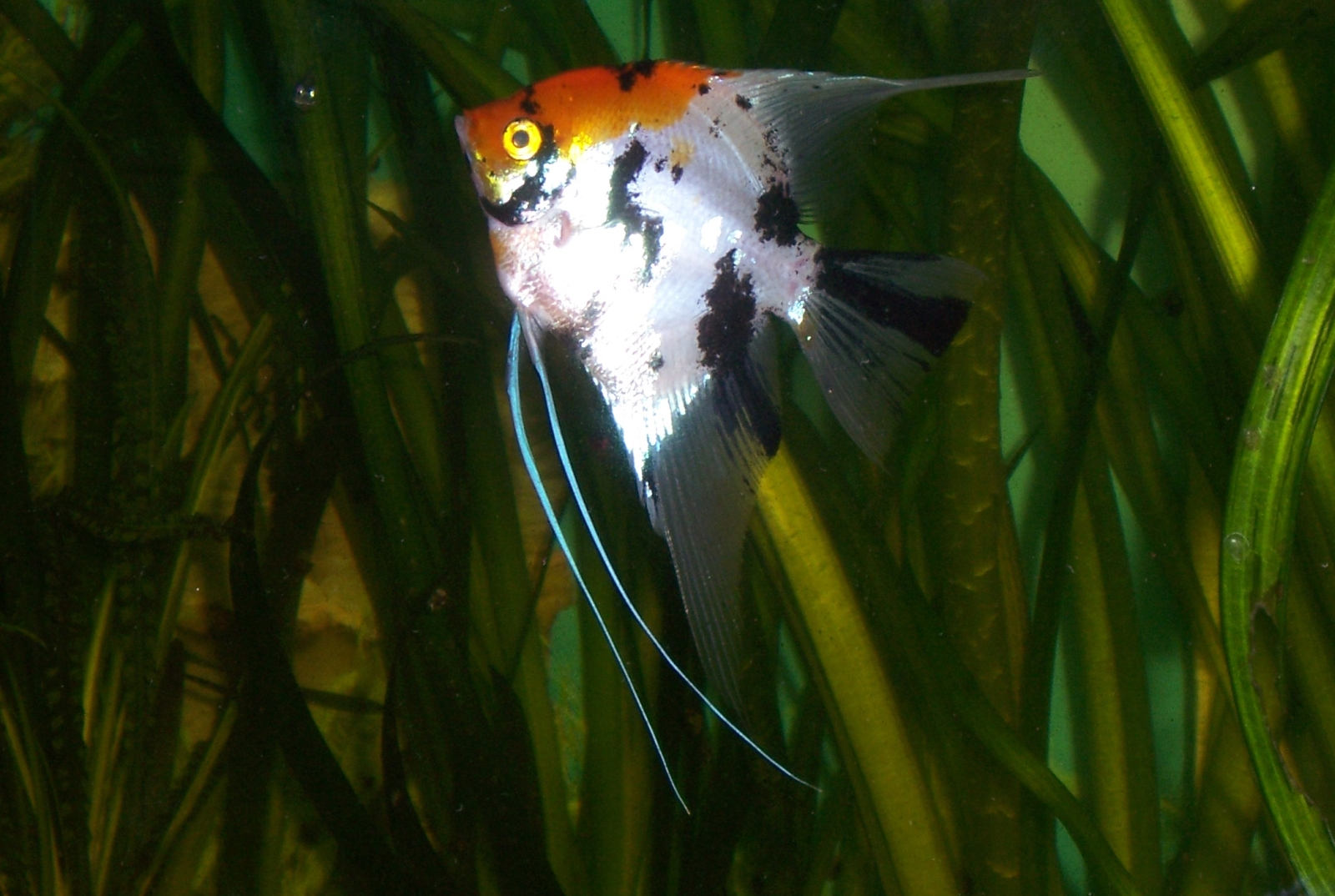
Forma koi
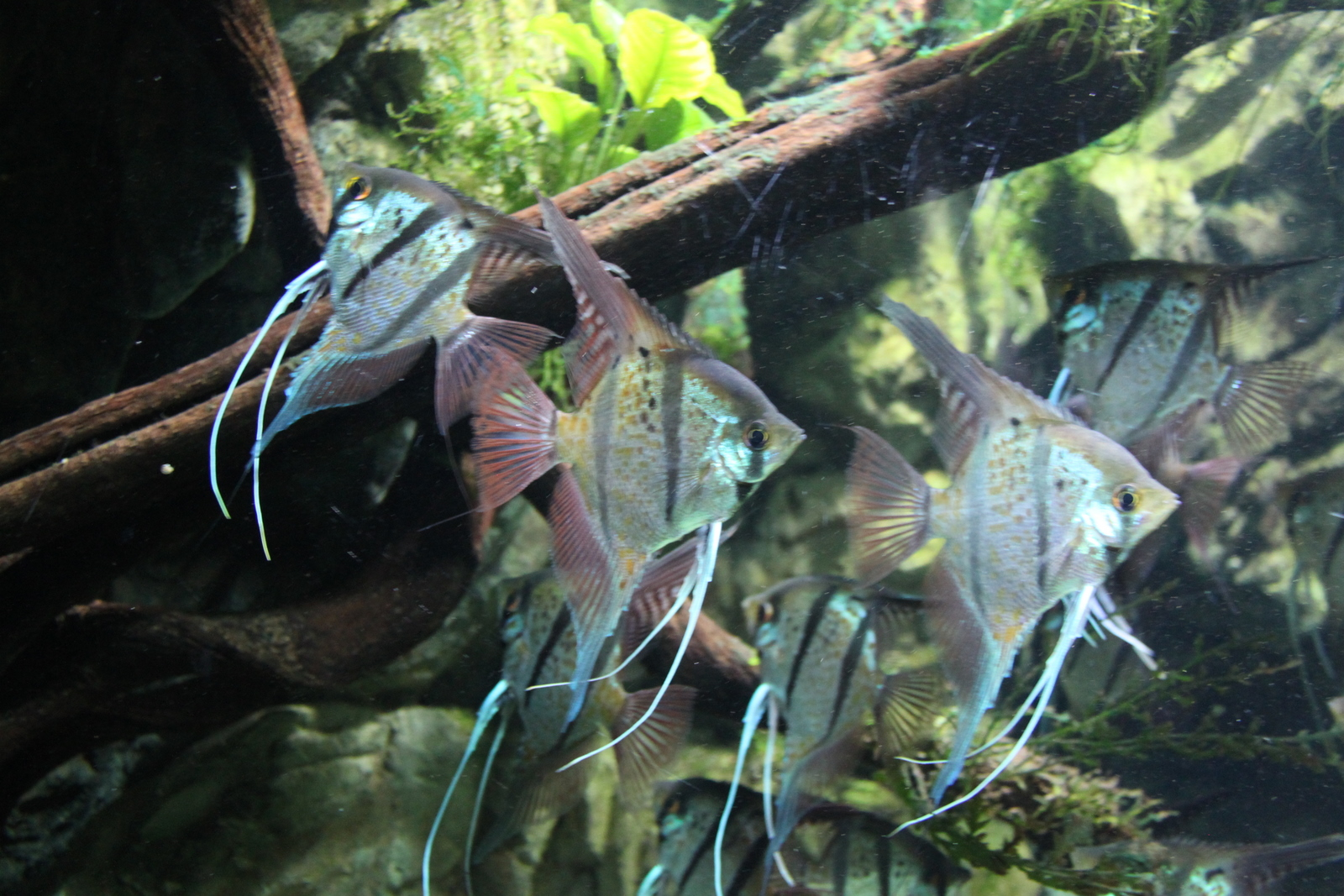
Hejno skalár